# カーボベルデ
- カーボベルデ
- カボベルデ
- カーボヴェルデ
- カーボ・ベルデ

カーボベルデ共和国
República de Cabo Verde（ポルトガル語）
Repúblika di Kabu Verdi（カーボベルデ・クレオール語）

国の標語：なし
国歌：Cântico da Liberdade（ポルトガル語）
自由の歌

カーボベルデ共和国（かーぼべるできょうわこく）、通称カーボベルデは、大西洋の中央、北西アフリカの西沖合のマカロネシアに位置するバルラヴェント諸島とソタヴェント諸島からなる共和制の国家。首都はプライアである。

## 概要
カーボベルデは群島で構成されている島国で15世紀までは無人の状態であったが、ポルトガルの探検家によりこの群島が発見されて以降に入植計画が立ち上げられ、熱帯地方における最初期のヨーロッパ人入植地として確立したのを機に15世紀から1975年までポルトガル領となった。独立に際してアフリカ大陸部のギニアビサウと連邦を形成する計画があったが、1980年に同国で発生したクーデターによって頓挫し、現在に至っている。
かつてはポルトガルの重要な植民地だったこともあり、著名な史跡としてはフランシス・ドレークの手によって破壊された町シダーデ・ヴェーリャが残っている。サンティアゴ島には、首都のプライアが位置している。
カーボベルデは1990年代初頭以来、安定した代議制民主主義国家であり、アフリカで最も先進的かつ民主的な国の1つに数えられている。またカーボベルデはポルトガル語諸国共同体およびポルトガル語公用語アフリカ諸国の加盟国でもある。

## 国名
正式名称はポルトガル語でRepública de Cabo Verde。通称、Cabo Verde（ポルトガル語発音: [ˈkabu ˈveɾdɨ] カーブ・ヴェルドゥ）。英語表記はRepublic of Cabo Verde。
国名はカーボベルデの対岸にあたるアフリカ大陸西端の岬、カーボ・ベルデ（ヴェルデ岬、ポルトガル語で「緑の岬」の意）に由来する（ただしヴェルデ岬自体はセネガル領）。かつて英語で意訳したケープヴェルデ（Cape Verde）が外名として用いられていたが、2013年にカーボベルデ政府は意訳による外名の使用禁止を要請し、2013年10月25日に国際連合はポルトガル語表記に準じたCabo Verdeへと変更した。なお同じくCap-Vertと意訳していたフランス語でも同様の措置が採られた。
日本語の表記は、カーボベルデ共和国。通称、カーボベルデ。カーボヴェルデ、カボベルデとも表記する。日本では外務省が所管する在外公館名称位置給与法（在外公館の名称及び位置並びに在外公館に勤務する外務公務員の給与に関する法律）において国名を「カーボヴェルデ」と規定していたが、2019年に「カーボベルデ」への国名変更を含む同法の改正が行われ4月1日に施行された。

## 歴史

### 初期
ポルトガルの冒険家が1456年と1460年に最初にこの諸島に着いた時は無人島だったが、卓越風、海流などによりギニア海岸地方よりセレール人、ウォロフ人、レブ人、ムーア人の漁師などが訪れていたと思われる。
アラブ人、フェニキア人が昔から訪れていたという民話伝承がある。ポルトガルの冒険者、ジャイメ・コルテサンがアラブ人は塩田に塩を取りにきていたことを記録しており、Sal Island（Salt Island, サル島、塩の島の意）を指していると思われる。

### 記録が残っている「発見」

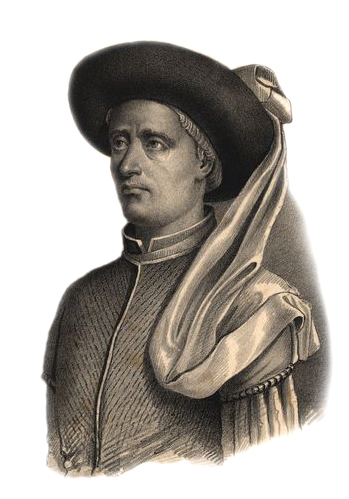
エンリケ航海王子

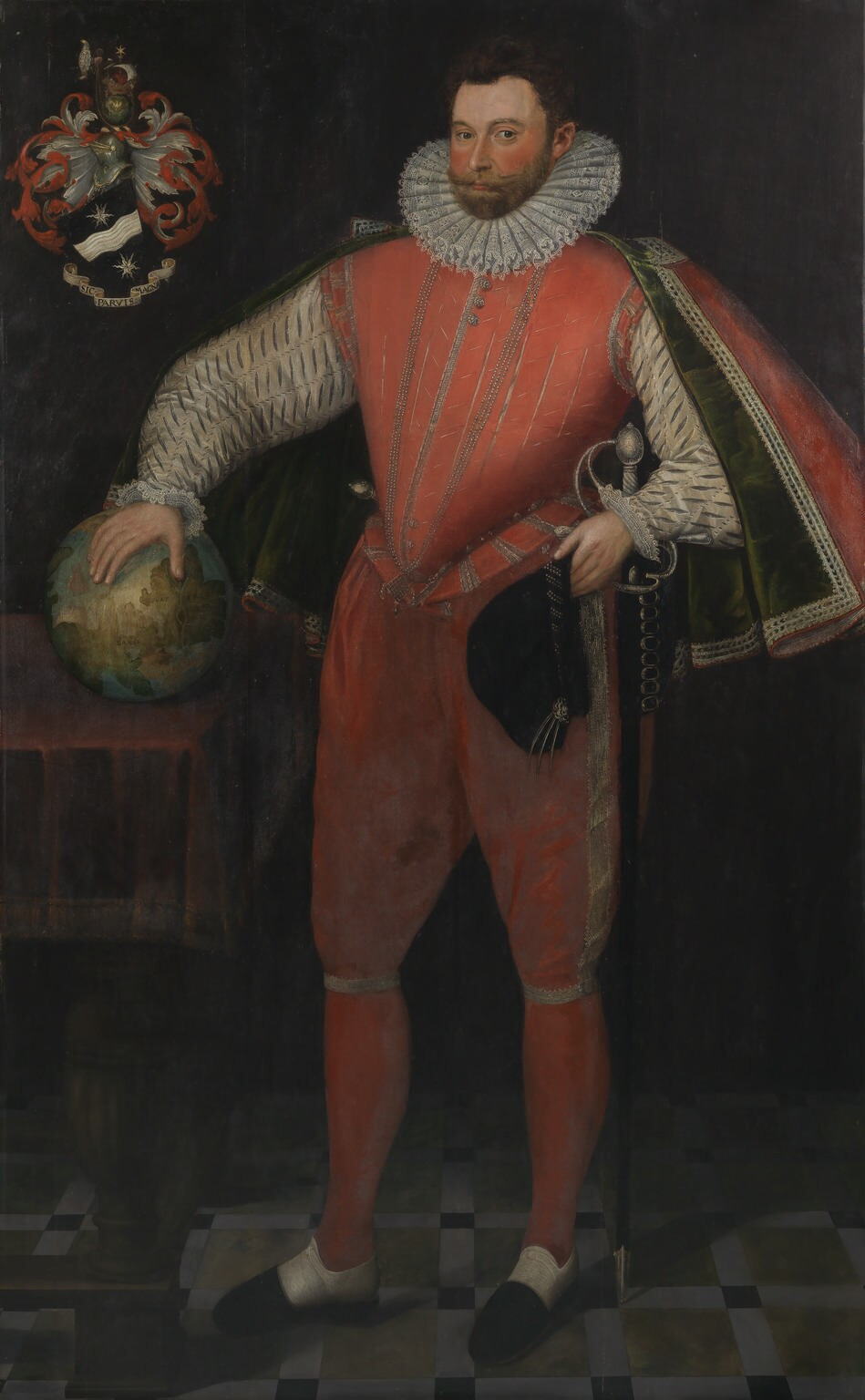
海賊で奴隷商人のフランシス・ドレーク

分かっているカーボベルデ史の日付は、15世紀に到達した最初のポルトガル冒険者による。1444年、ディアゴ・ディアスはいくつかの島を発見した。1455年にはジェノヴァ商人のアントニオ・ノリと、ポルトガル人のディオゴ・アフォンソが訪れた。その後数十年の間に、エンリケ航海王子の仕事に就いていたカダモストとアントニオ・ノリが残りの島々を発見した。1462年にポルトガル居住者は初めてサンティアゴ島に到達し、熱帯最初のヨーロッパ人の居住地となるリベイラ・グランデ（今のシダーデ・ヴェーリャ）を創設した。植民地化が始まった当初は、マデイラ諸島やアソーレス諸島のようなポルトガル人の大規模移住は行われなかったが、16世紀には、アフリカから南北アメリカ大陸へ向かう奴隷船の中継拠点となり、奴隷貿易で栄えた。カーボベルデには入植したポルトガル人と連行されたアフリカ人によってクレオール文化が築かれ、両者の混血も進んだ。海賊がしばしばポルトガル人居住地を攻撃した。1585年、イギリスの海賊フランシス・ドレイクはリベイラ・グランデを略奪した。リベイラ・グランデは1712年のフランスの攻撃のあと、1770年に首都となるプライアに比べてその重要性を失った。
1912年の「カトリック百科事典」によるとカーボベルデ諸島は1460年に、ギニアは1445年にポルトガル人によって「発見」された。これらの領土はクレメンス7世により、1553年の1月31日に司教管区に選ばれた。

### 奴隷貿易港から商業港へ
カーボベルデ諸島は18世紀終盤以降経験する頻発する旱魃・飢餓と、奴隷貿易の衰退によりその繁栄は緩やかに失われた。しかし大西洋奴隷貿易における中央航路の位置は、カーボベルデを理想的な補給港たらしめていたことから、19世紀には、サン・ヴィセンテ島にあるミンデロはその素晴らしい港により、重要な商業港となっていった。その一方で同じく19世紀には断続的な旱魃や、ポルトガルからもたらされた大土地所有制度の弊害などもあって、農業で暮らしていけなくなったカーボベルデ人の外国移住が始まり、特に多くがアメリカ合衆国へ向かった。

### 政党「PAIGC」
1951年にポルトガルのアントニオ・サラザール政権は、カーボベルデを含む各植民地のナショナリズムを緩和させるために、その法的地位を植民地から海外行政地域に変更した。しかし1956年、カーボベルデ人のアミルカル・カブラルとラファエル・バルボーザは、ひそかにポルトガル領ギニア（現・ギニアビサウ）で、ポルトガル領ギニアとカーボベルデの独立のためのギニア・カーボベルデ独立アフリカ党（PAIGC）を結成した。PAIGCはカーボベルデとポルトガル領ギニアの経済、社会、政治状態の向上を求め、2両国の独立運動の基礎を成した。PAIGCは1960年にその本部をギニアの首都・コナクリに移し、1963年からポルトガルに対する武装抵抗を開始した（ギニアビサウ独立戦争）。武装闘争は結果的に1万人のソビエト連邦やキューバのサポートを受けたPAIGCの兵士と、3万5,000人のポルトガル人およびアフリカ人の軍隊による戦争になった。
1972年までには、ポルトガル軍が駐留していたにもかかわらずPAIGCはポルトガル領ギニアの4分の3を制圧していたが、カーボベルデは地理的に隔絶しており物流がさほどないことからPAIGCはカーボベルデのポルトガル支配を破壊しようとはしなかった。しかし、1974年4月25日にポルトガルで起きたカーネーション革命を受け、PAIGCはカーボベルデでも活発な政治運動となった。

### 国会の成立と独立
1974年12月にPAIGCとポルトガルは、ポルトガル人とカーボベルデ人による暫定政府の同意書にサインした。1975年1月30日にカーボベルデ人は国会を選出し、1975年7月5日にポルトガルからの独立の法的承認を受けた。

### PAICV
独立当初、ギニアビサウとカーボベルデは統一国家建設を目指していた。しかし1980年、ギニアビサウにおいてジョアン・ヴィエイラ首相によるクーデターが発生し、これによりカーボベルデ系の初代大統領ルイス・カブラル（アミルカル・カブラルの弟）が失脚したことでカーボベルデはギニアビサウとの統一の望みを捨て、PAIGCカーボベルデ支部は1981年にカーボベルデ独立アフリカ党（PAICV）に改組した。PAIGC/PAICVは一党制を樹立し、独立から1990年までカーボベルデを統治した。後に諸問題は解決され、現在両国間の関係は良好である。

### 複数政党体制へ
政権運営後、増大する批判を受けて、PAICVは一党制を終わらせる憲法改正案を議論するための緊急議会を1990年2月に招集した。反対グループは集まって、1990年4月にプライアで民主運動（MpD）を形成した。PAICVとMpDなどの政党はともに、1990年12月の大統領選挙への異議を唱える権利を主張した。一党制は憲法改正によって1990年9月28日に廃止され、初の多数政党の選挙は1991年1月に行われた。MpDは国会での多数派を勝ち取り、MpDの大統領候補アントニオ・マスカレニャス・モンテイロはPAICVの候補者を破り、1975年から大統領職にあったアリスティデス・ペレイラからその座を継いだ。1992年には再度憲法が改正された。
1995年12月の議会選挙は国会でのMpDの勢力を増大させ、全72議席のうちの50議席を占めた。1996年2月の大統領選挙では、PAICVをはじめとする野党は候補者を擁立せず、モンテイロ大統領が再選を決めた。1995年12月と1996年2月の選挙は自由かつ公正であると内外の監視団によって評価された。
2000年と2001年の大統領選挙では、2人の元首相、PAICVのペドロ・ピレスとMpDのカルロス・ヴェイガがおもな候補者だった。ピレスはPAICV統治時代に、ヴェイガはモンテイロの大統領時代に首相だった。両者とも半数近くの得票数の歴史的接戦だったが、ピレスが12票差で激戦を制した。2011年の大統領選挙ではMpDが政権を奪回し、ジョルジェ・カルロス・フォンセカが大統領に就任した。2016年の大統領選挙でもフォンセカが再選された。

## 政治
カーボベルデは国家体制として共和制、半大統領制を採る立憲国家である。現行憲法であるカーボベルデ憲法は、1992年9月25日に採択されたもの。1995年と1999年の2回、大幅な改正が行われている。

### 行政
元首である大統領は、国民の直接選挙により選出される。任期は5年で、3選は禁止されている。首相は国民議会により選出され、大統領が任命する。内閣に相当する閣僚評議会のメンバーは、首相の推薦に基づき大統領が任命する。

### 立法
立法府は一院制の国民議会である。定数は72議席。議員は比例代表制に基づき、国民の直接選挙で選出される。任期は5年。

### 政党
カーボベルデは憲法で複数政党制を認めているが、実質的には二大政党制が機能している。一方は、1975年の独立から1991年まで一貫して一党独裁政権を担い続けた中道左派のカーボベルデ独立アフリカ党（PAICV）である。もう一方はPAICVの一党支配に反発して結成され、同国史上初の政権交代を実現させたリベラル政党の民主運動（MpD）である。PAICVは1991年に大統領職と行政府をMpDに明け渡したが、2001年より再び選挙によって再び双方を掌握した。しかしその後、2011年の大統領選挙でMpDが再度大統領の座を奪回し、2016年には議会もMpDが多数派となった。PAICVとMpD以外の政党の勢力は限定的だが、比較的有力なものに中道右派の民主独立カーボベルデ連合（UCID）がある。

### 司法
司法府の最高機関は、最高司法裁判所である。法体系は、旧宗主国であるポルトガルの法体系が基幹となっている。

## 国際関係

### 日本との関係
- 在留日本人数 - 3人（2023年10月現在）[10]
- 在日カーボベルデ人数 - 13人（2023年6月現在）[10]
- 対日貿易（2023年）[10]
  - 対日輸出額 - 125.2万円
  - 対日輸入額 - 7.3億円

## 地理

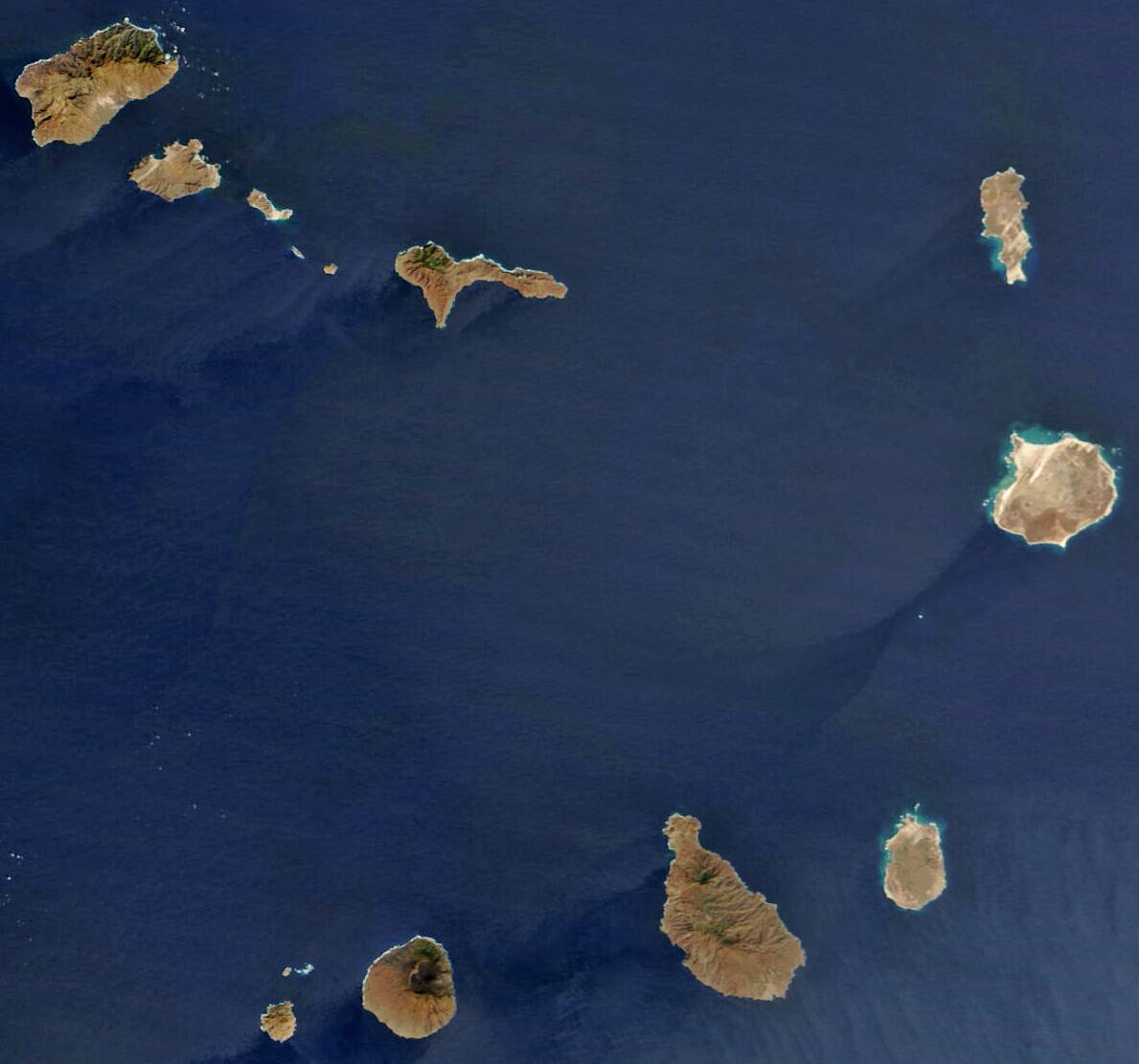
カーボ・ヴェルデの衛星写真（2002年）

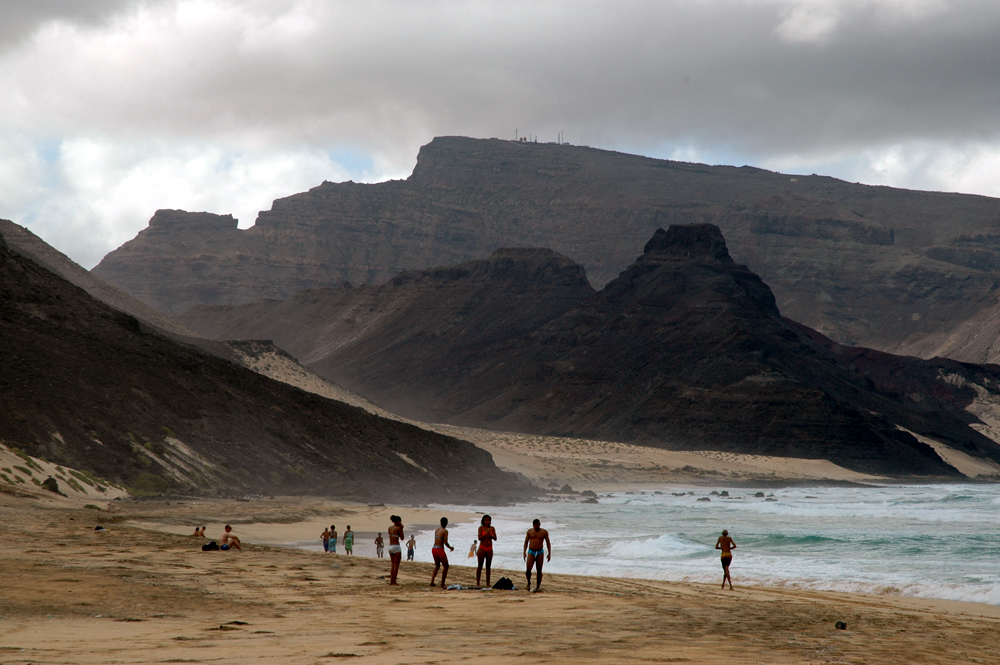
サン・ヴィセンテ島の砂浜

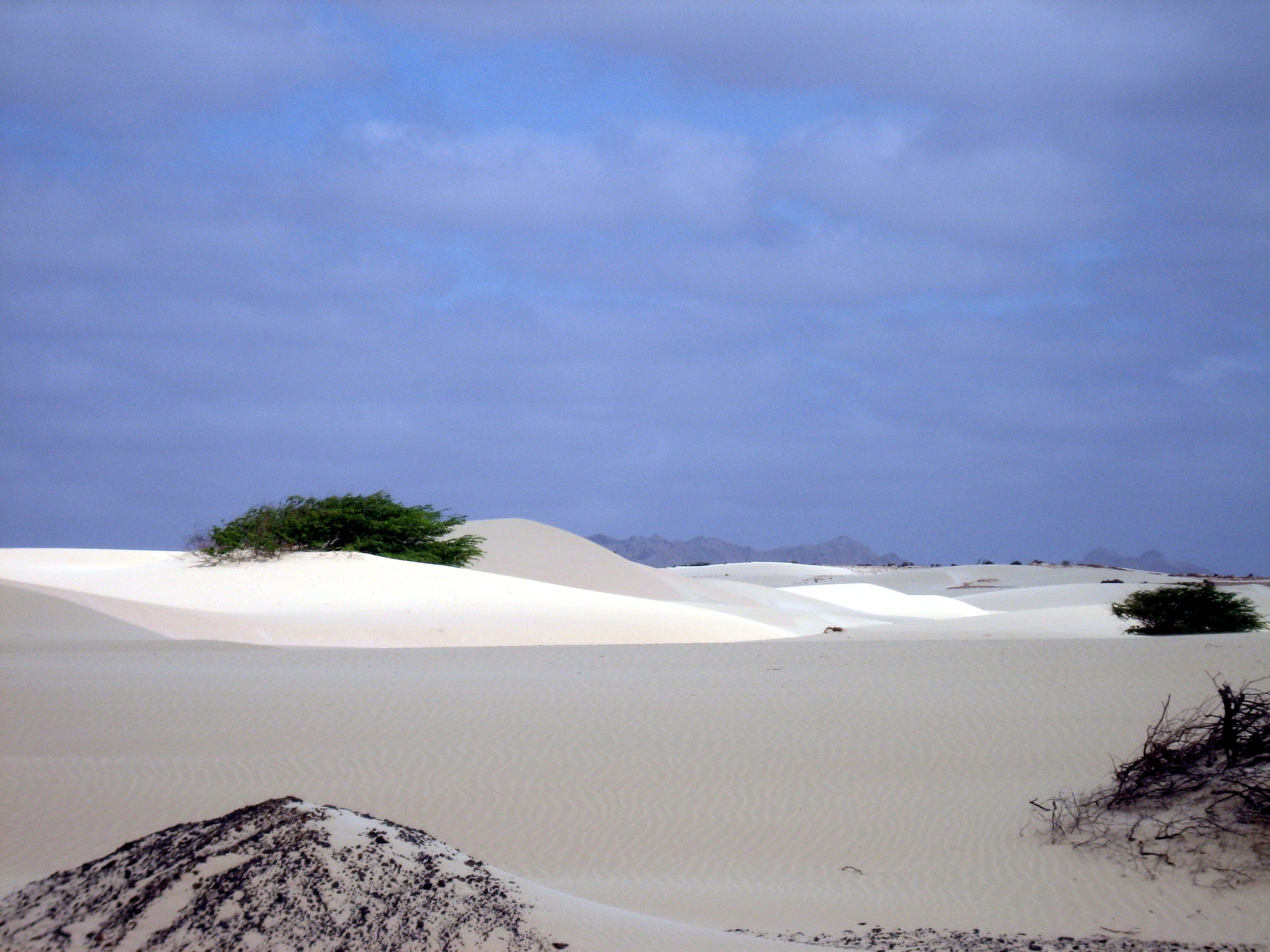
ボア・ヴィスタ島のヴィアナ砂漠

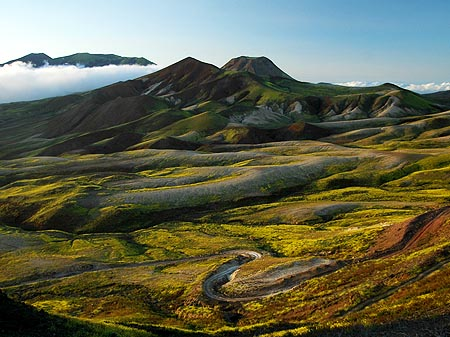
サント・アンタン島の西部の高原の様子

カーボベルデ諸島（ヴェルデ岬諸島）は西アフリカ大陸部から約375キロ離れた場所に位置している。10の島（うち9島が有人）と8の小島から構成されている。大小15の火山群島からなり、最高峰はフォゴ島のフォゴ山（2,829メートル）。
地質学的にはプレートの運動により大西洋が拡大中に、ホットスポットでマントルの部分融解融で発生したマグマが噴出した玄武岩類が諸島を形成した。現在の島を構成するのは2,000万年前から800万年前の火山岩である。
カーボベルデの地形はバルラヴェント諸島とソタヴェント諸島に分かれている。サル島、マイオ島、ボア・ヴィスタ島は比較的起伏が少なく砂丘などが見られるが、その他の島々は山岳的な様相を呈し、荒涼とした絶壁や荒地が広がっている。
カーボベルデは緯度的にはサヘル地帯とほぼ同じであり、また周囲を寒流であるカナリア海流が流れることもあって非常に乾燥しており、降水量は130ミリから多くとも300ミリ程度にすぎない。旱魃が何年も続くことがあり、農作物などが被害を受けやすい。国全体が深刻な水不足に悩まされている。さらにまれに降る雨は乾燥地特有の降雨パターンを示し、一度に集中して降るため急峻な島々では土壌侵食も深刻な問題となっている。

### バルラヴェント諸島
- サント・アンタン島
- サン・ヴィセンテ島
- サンタ・ルシア島（無人島）
- ブランコ島（無人島）
- ラソ島（無人島）
- サン・ニコラウ島
- サル島
- ボア・ヴィスタ島

### ソタヴェント諸島
- サンティアゴ島
- マイオ島
- フォゴ島
- ブラヴァ島
- ロンボ島（無人島）

### 気候
| カーボベルデ・プライアの気候                                                              | カーボベルデ・プライアの気候 | カーボベルデ・プライアの気候 | カーボベルデ・プライアの気候 | カーボベルデ・プライアの気候 | カーボベルデ・プライアの気候 | カーボベルデ・プライアの気候 | カーボベルデ・プライアの気候 | カーボベルデ・プライアの気候 | カーボベルデ・プライアの気候 | カーボベルデ・プライアの気候 | カーボベルデ・プライアの気候 | カーボベルデ・プライアの気候 | カーボベルデ・プライアの気候 |
| 月                                                                                        | 1月                          | 2月                          | 3月                          | 4月                          | 5月                          | 6月                          | 7月                          | 8月                          | 9月                          | 10月                         | 11月                         | 12月                         | 年                           |
| ----------------------------------------------------------------------------------------- | ---------------------------- | ---------------------------- | ---------------------------- | ---------------------------- | ---------------------------- | ---------------------------- | ---------------------------- | ---------------------------- | ---------------------------- | ---------------------------- | ---------------------------- | ---------------------------- | ---------------------------- |
| 最高気温記録 °C （°F）                                                                    | 33.0 (91.4)                  | 36.7 (98.1)                  | 35.2 (95.4)                  | 36.0 (96.8)                  | 36.4 (97.5)                  | 40.0 (104)                   | 40.0 (104)                   | 34.9 (94.8)                  | 35.0 (95)                    | 37.0 (98.6)                  | 36.9 (98.4)                  | 33.2 (91.8)                  | 40.0 (104)                   |
| 平均最高気温 °C （°F）                                                                    | 26.1 (79)                    | 26.2 (79.2)                  | 27.4 (81.3)                  | 27.7 (81.9)                  | 28.9 (84)                    | 29.4 (84.9)                  | 29.7 (85.5)                  | 30.6 (87.1)                  | 30.5 (86.9)                  | 30.7 (87.3)                  | 29.4 (84.9)                  | 27.6 (81.7)                  | 28.68 (83.64)                |
| 日平均気温 °C （°F）                                                                      | 22 (72)                      | 22 (72)                      | 22 (72)                      | 23 (73)                      | 24 (75)                      | 24 (75)                      | 25 (77)                      | 26 (79)                      | 26 (79)                      | 26 (79)                      | 25 (77)                      | 23 (73)                      | 24 (75)                      |
| 平均最低気温 °C （°F）                                                                    | 19.7 (67.5)                  | 19.2 (66.6)                  | 19.4 (66.9)                  | 20.2 (68.4)                  | 21.1 (70)                    | 21.9 (71.4)                  | 23.3 (73.9)                  | 24.3 (75.7)                  | 24.4 (75.9)                  | 24.1 (75.4)                  | 22.8 (73)                    | 21.4 (70.5)                  | 21.82 (71.27)                |
| 最低気温記録 °C （°F）                                                                    | 10.0 (50)                    | 10.2 (50.4)                  | 10.0 (50)                    | 14.0 (57.2)                  | 10.7 (51.3)                  | 14.1 (57.4)                  | 11.0 (51.8)                  | 16.0 (60.8)                  | 18.0 (64.4)                  | 19.4 (66.9)                  | 16.4 (61.5)                  | 16.0 (60.8)                  | 10.0 (50)                    |
| 降水量 mm （inch）                                                                        | 3 (0.12)                     | 7 (0.28)                     | 5 (0.2)                      | 5 (0.2)                      | 0 (0)                        | 3 (0.12)                     | 5 (0.2)                      | 15 (0.59)                    | 14 (0.55)                    | 16 (0.63)                    | 7 (0.28)                     | 10 (0.39)                    | 90 (3.56)                    |
| % 湿度                                                                                    | 61                           | 58                           | 57                           | 56                           | 57                           | 61                           | 67                           | 50                           | 47                           | 67                           | 64                           | 63                           | 59                           |
| 平均月間日照時間                                                                          | 310.0                        | 214.5                        | 280.0                        | 330.0                        | 341.0                        | 300.0                        | 279.0                        | 250.0                        | 295.0                        | 279.0                        | 300.0                        | 279.0                        | 3,457.5                      |
| 出典1：Weatherbase.com (humidity, sun and mean temperature), Met Office for precipitation |                              |                              |                              |                              |                              |                              |                              |                              |                              |                              |                              |                              |                              |
| 出典2：Voodoo Skies for the rest                                                          |                              |                              |                              |                              |                              |                              |                              |                              |                              |                              |                              |                              |                              |

## 地方行政区分

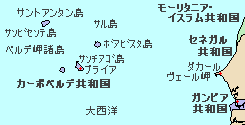
カーボベルデの地図

カーボベルデは22の基礎自治体に分けられている。最大都市はソタヴェント諸島・サンティアゴ島南東部にある首都のプライアである。これに次ぐのがバルラヴェント諸島のサン・ヴィセンテ島北部に位置するミンデロで、良港を持ち古くから海運の要所として栄えた。

## 経済
カーボベルデは他の小島嶼国と同様、典型的なMIRAB経済であるとされる。MIRAB経済とは移民（MIgration）、送金（Remittances）、外国援助（Aids）、官僚制（Bureaucracy）の頭文字を取った言葉で、小島嶼国の経済は産業よりもこれらの要素によって成り立っていることを指すが、カーボベルデもこの例にもれず過剰人口の海外移民とそこから祖国の家族への送金、先進諸国からの海外援助とそれを差配する官僚機構が経済に占める割合が非常に大きい。特に海外送金はカーボベルデGDPの20%を占めるとされる。
農業や漁業などの第一次産業はGDPのわずか12%を占めるにとどまっており、従事者の多さに比べそれほど重要な地位を占めているわけではない。特に農業は乾燥した気候と頻発する旱魃によってほとんど自給的な段階にとどまっている。周囲に寒流であるカナリア海流が流れることから漁場となっているため、漁業は農業に比べれば盛んであり、魚介類は2013年のカーボベルデ輸出額の84.2%を占める主要輸出品となっている。なかでも、マグロ・カツオ類が総輸出額の40.7%を占めている。ただしカーボベルデの総輸出額は2013年度でわずか6,900万ドルにとどまっており、産業の経済に占める割合自体が小さい。なお、同年の輸入額は7億2,700万ドルとなっており、大幅な入超となっている。資源には見るべきものがなく、わずかに塩が生産されるのみである。
カーボベルデの主要産業はGDPの70%ほどを占める第三次産業である。カーボベルデは大西洋上の要衝に位置し、海運・空運いずれにとっても重要な位置にあるため寄港する船舶並びに航空機が多く、この関連収入が重要なものとなっている。空運では、サル島の中央に大規模なアミルカル・カブラル国際空港が存在しており、ヨーロッパと南米を結ぶ航空機の給油地として重要な地位を占めている。また海運においては、大西洋中央部における絶好の停泊地を提供しており、古くから海上交通の要所となっていた。19世紀以降は良港が存在するサン・ヴィセンテ島のミンデロが交易拠点として栄えた。ミンデロには大規模な港湾が存在し、引き続き給油地として重要な地位を占めている。また、美しい海と風光明媚な自然から観光業が成長しており、主要な外貨獲得源のひとつとなっている。
アフリカ内では比較的安定した政治と自由経済とが相まって、順調な経済成長が進んでいる。政府は債務削減、成長産業への優遇税制導入、マクロ経済の安定、海外直接投資の呼び込み、社会サービスの向上などを主要の政策としている。かつては後発開発途上国に含まれていたが、経済成長によって2007年に指定を解除された。

## 交通
カーボベルデの交通は殆どが飛行機で占められている。主要な島々（サンティアゴ島、サル島、サン・ヴィセンテ島）には定期便があり、他の島への便はそれほど頻繁ではない。
ボートでの移動も可能だが、広範囲に渡って使用されてはおらず安全面においても信頼出来るものではない為、手段としてもさほど重要視されていない。
主要都市では公共バスが定期的に運行されており、通常はタクシーが一般的となっている。

## 国民
2021年の国勢調査によると、人口は 483,628人となっている。
同年における国勢調査の時点で、カーボベルデで最も人口の多い島は首都のプライアがあるサンティアゴ島(269,370人)、サン・ヴィセンテ島(74,016人)、サント・アンタン島(36,632人)、フォゴ島(33,519人)、サル島(33,347人)であった。一方で最大の都市はプライア (137,868人)であり、これに次いでミンデロ (69,013人)、エスパルゴス (24,500人)、アソマダ (21,297人)の順となっている。

### 民族
ポルトガル人とアフリカ系とのクレオール（ムラート）が71%、アフリカ系が28%、ヨーロッパ系が1%である。

### 言語
公用語はポルトガル語だが、理解度は必ずしも高くなく、もっとも広く使われているのはそのクレオール言語であるカーボベルデ・クレオール語である。

### 宗教

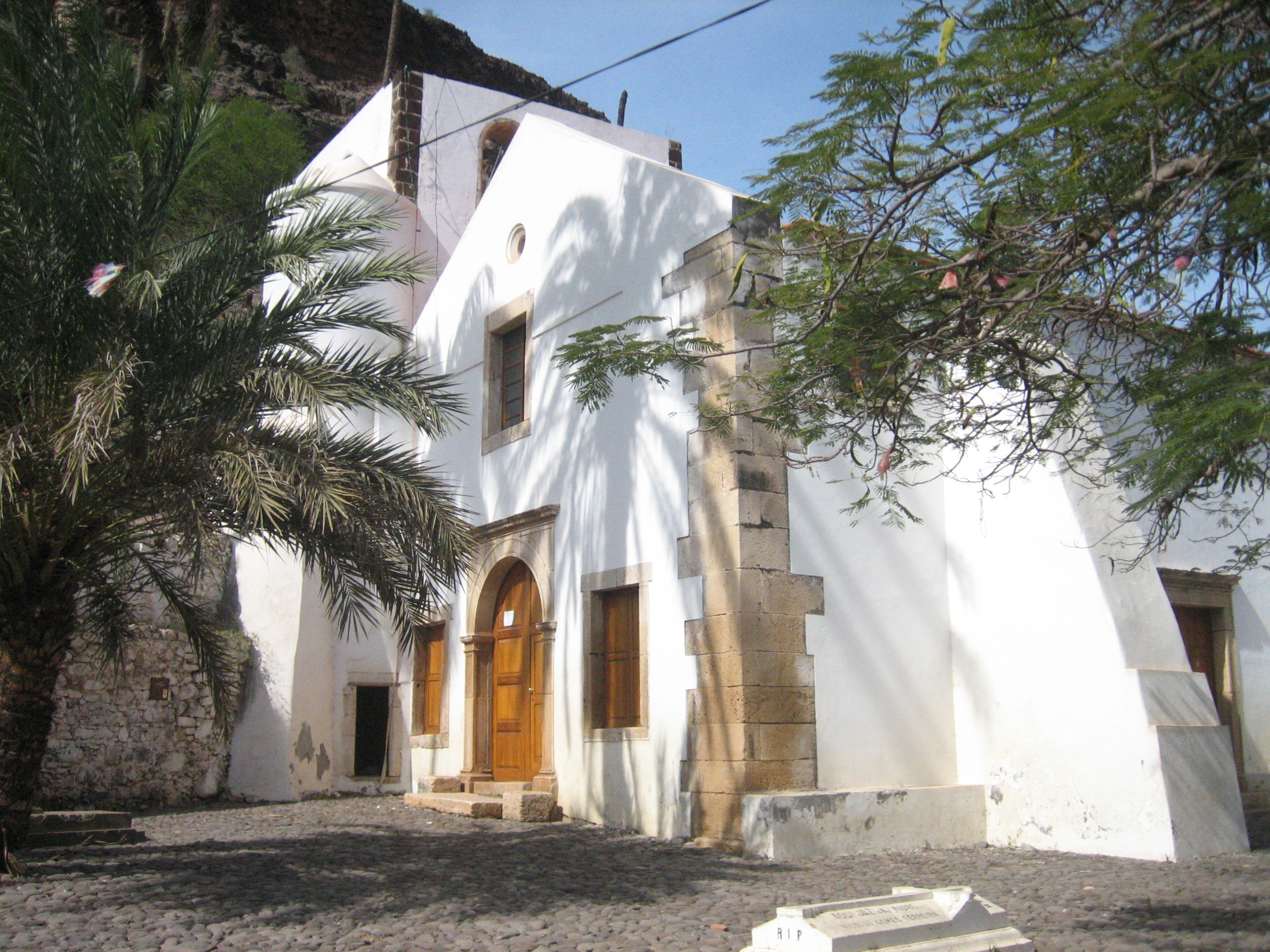
ノッサ・セニョーラ・ド・ロザリオ教会。

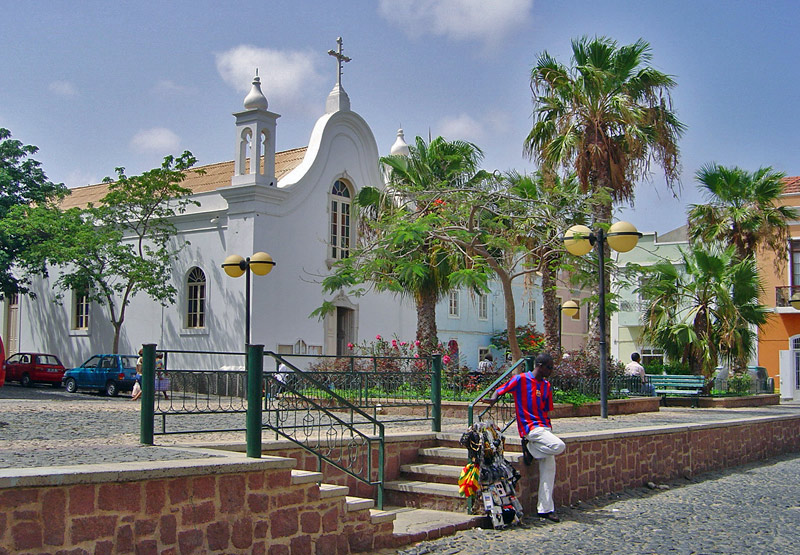
ノッサ・セニョーラ・ダ・ルース教会

国民の85%が通常のローマ・カトリックであり、その他のカトリック教徒はアフリカの宗教の影響を受け、習合している。ほかにプロテスタント諸宗派が存在し、プロテスタントの宗派で最大のものはナザレン教会であり、その他にセブンスデー・アドベンチスト教会、末日聖徒イエス・キリスト教会、アッセンブリーズ・オブ・ゴッド、Universal Church of the Kingdom of God、そしてペンテコステ派と福音派の教会が少数存在する。小規模なバハイ教のコミュニティと、小規模だが成長中のムスリムのコミュニティが存在する。無神論者は人口の1%以下だと見積もられている。

### 教育
2015年の推計によれば、15歳以上の国民の識字率は86.8%（男性：91.7%、女性：82%）である。2016年にはGDPの5.4%が教育費に支出された。

## 社会

### カーボベルデ人離散
現在、カーボベルデの人口を上回る数のカーボベルデ人が外国で生活しており、重要なカーボベルデ人移民のコミュニティでもあるアメリカ（50万人のカーボベルデ系アメリカ人が生活し、多くはロードアイランド州からニューベッドフォードまでのニューイングランド沿岸に集中している。）のブロックトンにもっとも集中している。相当数のカーボベルデ系人人口がまたサン＝トメ・プリンシペ、ポルトガル（カーボベルデ系ポルトガル人、8万人）、アンゴラ（カーボベルデ系アンゴラ人、4万5,000人）、セネガル（2万5,000人）、そしてイタリア（1万人）やフランス、オランダに存在する。
アメリカでは、移民第1波はカーボベルデでの人種主義政策からアフリカ系と見なされることを拒み、「ポルトガル人」であると称したため「黒いポルトガル人」と呼ばれた。しかし、このような姿勢からカーボベルデ人と同様に扱われることを拒んだポルトガル系アメリカ人や、カーボベルデ人が交流を拒否したアフリカ系アメリカ人との対立が進んだ。第一世代の子供と孫は1960年代の公民権運動に参加した。これは彼らと他の黒人グループとの関係構築を成した。カーボベルデ人はマカオからハイチ、アルゼンチン、北ヨーロッパにまで世界各地に移動している。

## 治安
カーボベルデの治安は概ね良好となっており、反政府組織や国際テロ組織の活動も確認されていないがスリやひったくり、強盗などの犯罪が近年増加している問題点がある。これにより外出の際は注意が求められており、特に夜間の外出は極力控えることをはじめ、昼間であっても人通りの少ない場所の通行は避ける必要性が叫ばれている。
首都のプライアやミンデロなどの都市部においても若者グループらによる集団抗争事件などが発生しており、現時点ではこれらの都市は大変危険な状況に置かれている。

### 法執行機関
司法警察ならびに国家警察が主体となっている。

## 文化
カーボベルデの社会的、文化的パターンはポルトガルとアフリカの地方部のそれと似通っている。サッカーの試合と教会の活動は典型的な社会的交流と娯楽の源泉である。伝統的に友人と会うために広場を歩くことは、カーボベルデでの町では日常的に行われる。電気が普及した街では、2つのチャンネルが利用できる（カーボベルデのものとポルトガルのものである）。

### 食文化

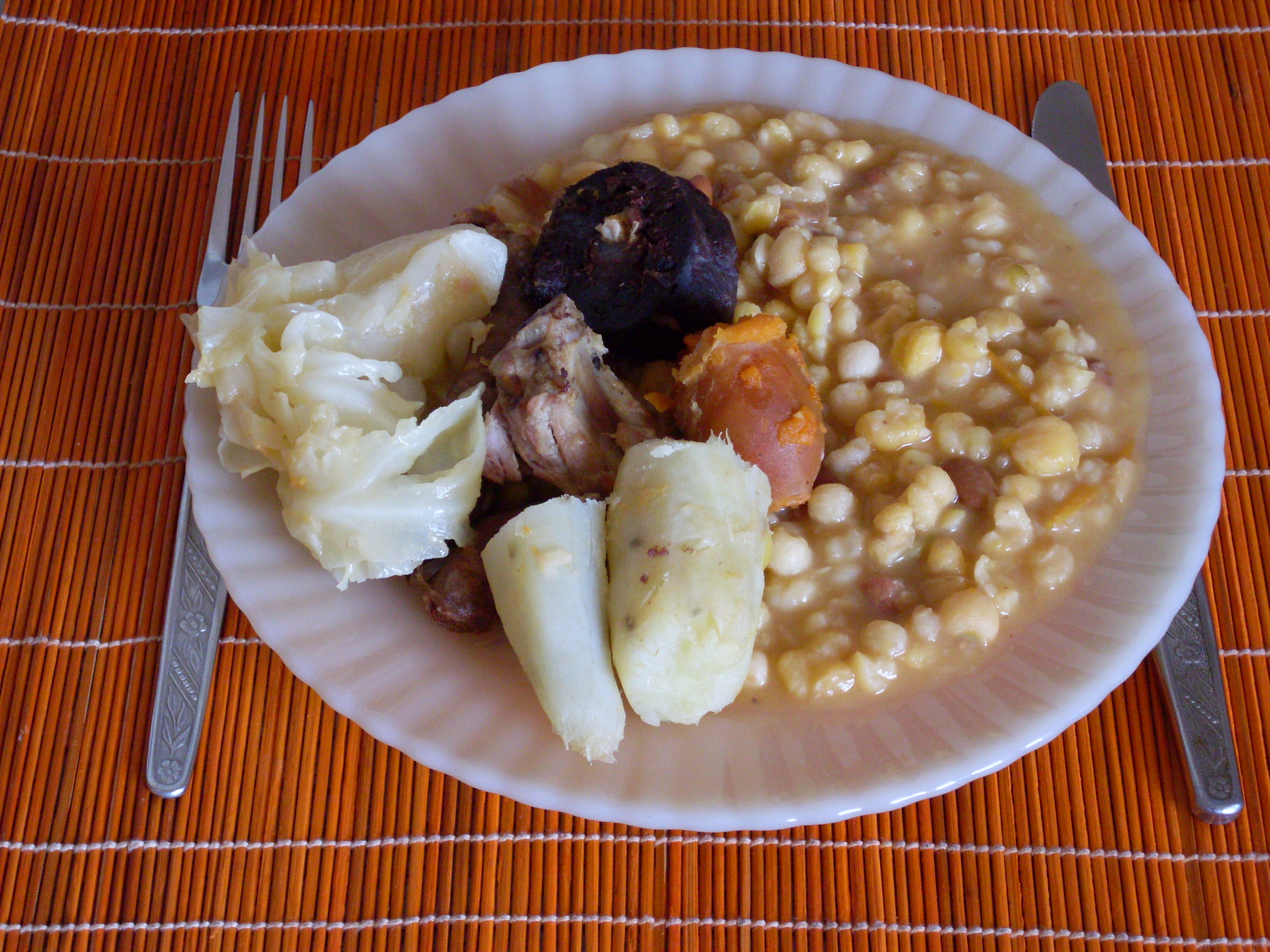
カシューパ
カーボベルデの代表的な料理である

カーボベルデの料理は大概魚とトウモロコシと米のような主食を基礎としている。野菜は1年の大半を通してジャガイモ、タマネギ、トマト、マニオク、キャベツ、ケール、乾燥豆が利用される。バナナやパパイヤのような熱帯性の果物は1年中入手でき、マンゴーやアボカドといったものは季節が限定される。カーボベルデで人気のある料理はカシューパである。

### 文学
カーボベルデの文学はポルトガル語圏アフリカで非常に豊かだとされるものの1つである。著名な詩人としてセルジオ・フルゾーニ、エウジェニオ・タヴァレス、B・レザ、ペドロ・カルドーゾが挙げられ、マヌエル・ロペス、エンリケ・テシェイラ・デ・ソウザ、アルメイダ・ジェルマーノ、2009年にカモンイス賞を受賞したアルメニオ・ヴィエイラのような作家も挙げられる。

### 音楽

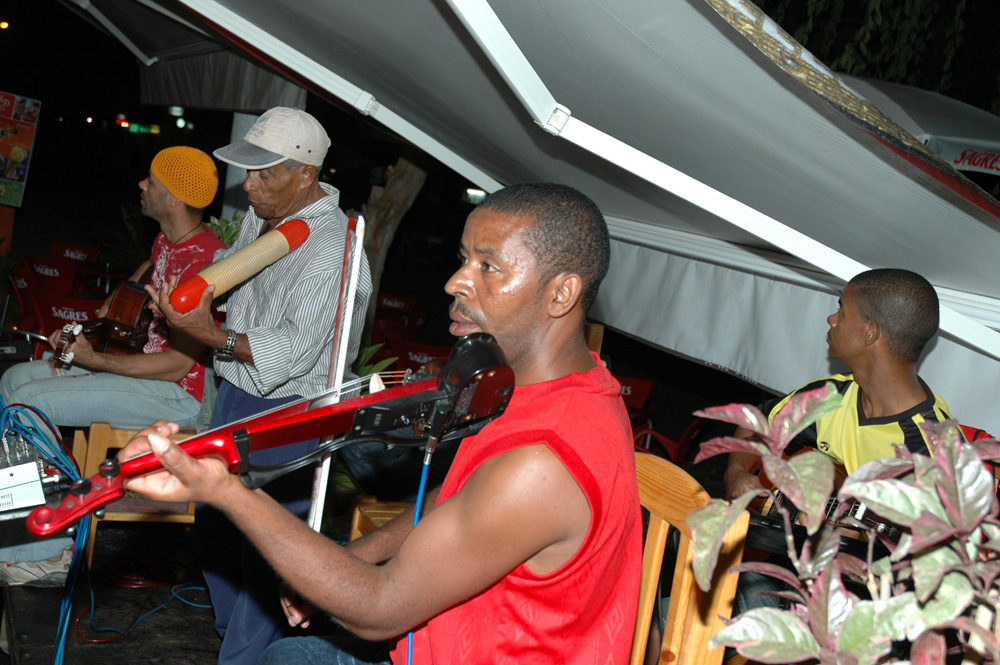
モルナを演奏しているグループ

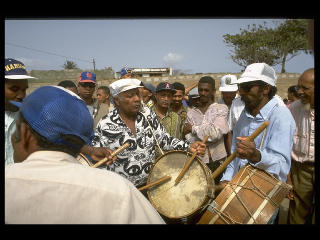
コラーを演奏する人々

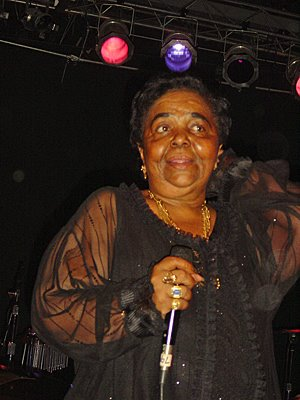
カーボベルデを代表する歌手セザリア・エヴォラ。エヴォラは欧米で人気を博している。

カーボベルデの音楽はポルトガル、西インド諸島、アフリカ、ブラジルの音楽から影響を受け、混合している。アフリカ系の住民の多いソタヴェント諸島ではアフリカ系の音楽の影響が強く、ポルトガル系の多かったバルラヴェント諸島ではポルトガルの音楽の影響が強く、ヴァイオリン、カヴァキーニョ、ポルトガル・ギターが用いられる。カーボベルデの真髄たる国民音楽はモルナ（バルラヴェント系）であり、概してカーボベルデ・クレオール語で歌われる、哀愁あり、かつ熱情的な歌の様式である。その他のポピュラー音楽のジャンルとしてはフナナー（ソタヴェント系）やバトゥーケ、コラーなどが挙げられる。カーボベルデ出身の歌手の中でももっともよく知られた存在とはセザリア・エヴォラであり、2003年に米国グラミー賞も獲得した彼女の歌は国家とその文化の特質となった。

#### 舞踊
ダンスの様式としては、ソフトダンスのモルナと、モルナの近代化したパッサーダ（ズーク）、ポルトガルとアフリカのダンスが混合した官能的なフナナー、最高度に官能的なコラデイラ、そしてバトゥーケのダンスが挙げられる。

### 映画
カーボベルデ国際映画祭とプライア国際映画祭の2大映画祭が有名であり、カーボベルデ国際映画祭は2010年から、プライア国際映画祭は2014年から開催されている。前者はアフリカン・アメリカン映画評論家協会と提携が行なわれている。

### 世界遺産
カーボベルデ国内では、シダーデ・ヴェーリャの建造物群が2009年にユネスコの世界遺産リストに登録された。第33回世界遺産委員会終了時点では、同国で唯一の世界遺産でもある。

### 祝祭日
| 日付     | 日本語表記   | 現地語表記               | 備考                                           |
| -------- | ------------ | ------------------------ | ---------------------------------------------- |
| 1月1日   | 元日         | Ano Novo                 |                                                |
| 1月13日  | 民主主義の日 | Dia da Democracia        |                                                |
| 1月20日  | 英雄の日     | Dia dos Heróis Nacionais | アミルカル・カブラルの命日                     |
| 2月か3月 | 謝肉祭       | Carnaval                 | 復活祭の46日前、移動祝日                       |
| 3月か4月 | 復活祭       | Páscoa                   | 春分の日の後の最初の満月の次の日曜日、移動祝日 |
| 7月5日   | 独立記念日   | Dia da Independência     |                                                |
| 11月1日  | 万聖節       | Dia de Todos os Santos   |                                                |
| 12月25日 | クリスマス   | Natal                    |                                                |

### スポーツ
カーボベルデ国内でも他のアフリカ諸国同様、サッカーが最も人気のスポーツであり、最初のサッカー大会が開催されたのはポルトガル帝国の一部であった独立前の1953年の事である。他にも球技が盛んであり、フットサル、バスケットボール、ゴルフ、テニス、クリケットが主要種目。近年ではカイトサーフィンやウィンドサーフィンの人気も高まっている。
サッカー
1976年にサッカーリーグのカーボベルデサッカー選手権が創設された。カーボベルデサッカー連盟によって構成されるサッカーカーボベルデ代表は、これまでFIFAワールドカップには未出場である。アフリカネイションズカップには2013年大会で初出場を果たし、ベスト8の成績を収めた。続く2015年大会ではグループリーグ敗退に終わったものの、2021年大会ではベスト16に進出した。
バスケットボール
NBAのチームに所属したことがあるウォルター・タバレスは、カーボベルデの出身である。バスケットボールカーボベルデ代表は、2007年のバスケットボールアフリカ選手権で3位となって以降、国際大会への出場を重ねている。2023年FIBAバスケットボール・ワールドカップに初出場し、28位の成績を残した。